# Calamotropha abrupta
Calamotropha abrupta (лат.) — вид бабочек рода Calamotropha из семейства огнёвок-травянок (Crambidae). Китай, Юньнань.

## Описание
Молевидные бабочки средних размеров. Размах крыльев взрослой особи 19,5—22,5 мм. Calamotropha abrupta диагностируется по субтерминальной фасции переднего крыла с рядом коричневых точек на задних 3/4, а также по яйцевидному чёрному вершинному пятну с белым краем, треугольно выступающему к дорсуму; по гениталиям самца: унгкус раздвоен дистально, вальва усечена на вершине, а везика имеет ряд различных по размеру шиповидных корнутов. Этот вид внешне похож на Calamotropha melli, но его можно отличить по бледно-коричневым передним крыльям, смешанным с оранжево-жёлтыми; у C. melli передние крылья с передней 1/3 желтовато-коричневые, а задние 2/3 белые, за исключением дистальной 1/6, смешанной с оранжево-желтыми чешуйками. Вид был описан китайскими энтомологами Вей-Чун Ли (Wei-Chun Li) и Хоу-Хун Ли (Hou-Hun Li) в 2012 году по материалам, собранным в Юньнани в южном Китае.